# Szene (Veranstaltungsort)
Szene ist ein Veranstaltungsort in der Altstadt von Salzburg, der vom gleichnamigen Verein Szene Salzburg betrieben wird. Szene Salzburg ist Festivalveranstalter sowie Präsentator und Produzent von zeitgenössischem Tanz und Theater. Der Veranstaltungsort, der als offenes Kulturhaus geführt wird, befindet sich am Anton-Neumayr-Platz im Gebäude des ehemaligen Stadtkinos.

## Geschichte
Das Stadtkino wurde 1949/50 anstelle des im Zweiten Weltkrieg zerbombten Hauses des Salzburger Museums errichtet und 1950 als Cinemascope-Kino mit 600 Sitzplätzen eröffnet. Neben den Kinovorstellungen diente er auch als Veranstaltungsort für verschiedene Aktivitäten, so zum Beispiel Boxkämpfen oder einem Konzert von Vico Torriani. Im 1954 eröffneten Cafe 21 trafen sich oft Künstler.
1984 wurde das Kino geschlossen und das Gebäude als Erweiterungsflächen für das benachbarte Museum Carolino Augusteum gewidmet. 1986 suchte Szene Salzburg einen neuen Spielort und wurde im ehemaligen Stadtkino fündig. Ein Jahr später wurde das Haus der Szene Salzburg zugesprochen, hier konnte aber nur im Sommer gespielt werden, da das Haus keine Heizung hatte. Erst 1993 erhielt das Haus eine Heizung und konnte ab nun ganzjährig bespielt werden. Eine Subvention von 1,8 Millionen Euro von Stadt und Land Salzburg ermöglichte 2002 eine Modernisierung des Baus. Zur Infrastruktur gehört ein Café, eine American Bar im Stil der 1950er-Jahre, in der auch Veranstaltungen stattfinden. Da der Saal bis zu 700 Besuchern Platz bietet, wird er auch von externen Veranstaltern gerne benutzt.
2017 wurde im ehemaligen Republic Café die Escobar eingerichtet, ein Lokal mit Schwerpunkt auf mexikanische und kalifornische Küche. Ende 2019 wurde die Bar in Szene Lokal umbenannt.

## Young Directors Project der Salzburger Festspiele
Von 2002 bis 2014 fand hier das Young Directors Project der Salzburger Festspiele statt, das von Jürgen Flimm initiiert wurde. Es handelte sich dabei um einen Theaterbewerb, in dem bis zu vier Projekte von jungen Regisseuren und Ensembles vorgestellt werden. Eine fünfköpfige Jury wählte den Sieger.